# Okazjonalizm

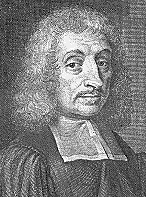
Arnold Geulincx, jeden z twórców okazjonalizmu

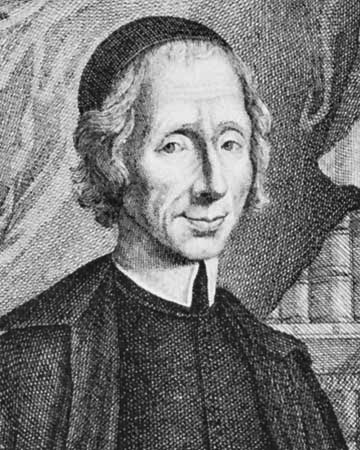
Nicolas Malebranche, jeden z twórców okazjonalizmu

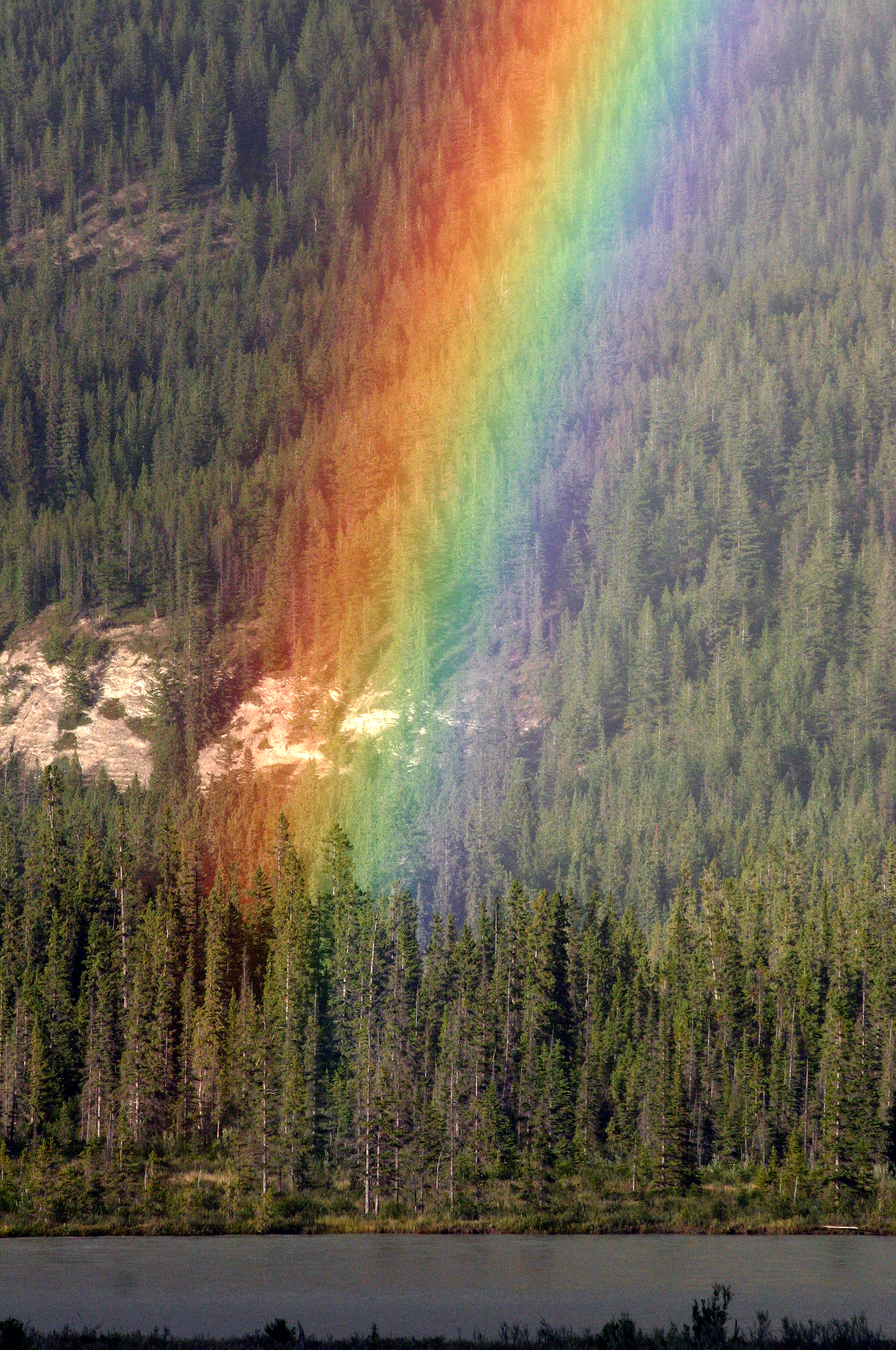
Według okazjonalizmu człowiek nie widzi tęczy bezpośrednio, ale tylko w Bogu

Okazjonalizm – pogląd filozoficzny sformułowany przez Arnolda Geulincxa i Nicolasa Malebranche’a, starający się przezwyciężyć trudności wynikające z założenia Kartezjusza, że świat duchowy i świat materialny są na tyle od siebie jakościowo różne, że nie mogą na siebie oddziaływać bezpośrednio.
Pogląd ten stworzony został przez Arnolda Geulincxa, a najbardziej znaną jego formę sformułował Nicolas Malebranche. Okazjonalistami byli również Louis de La Forge i Géraud de Cordemoy. Okazjonalizm można też uznać za przekształcony kartezjanizm.
Okazjonalizm wiąże się z postawionym przez Kartezjusza problemem wzajemnych relacji ciała i umysłu, a więc związków cielesnego z mentalnym, w tym związków przyczynowo-skutkowych. Descartes zajął tutaj stanowisko dualistyczne – postulował istnienie dwóch odrębnych substancji: myślącej, tworzącej duszę, i rozciągłej, budującej ciało. Pogląd taki nazywa się dualizmem substancjalnym. Rodzi on jednak problemy, których Kartezjuszowi nigdy – również z jego własnej perspektywy – nie udało się rozwiązać. Obie substancje mają całkiem różne natury, tworzą wręcz odrębne światy. Jednakże w przypadku człowieka muszą się jakoś wiązać, działać na siebie. W końcu przyczyny cielesne wywołują skutki mentalne. Uszkodzenie organizmu wywołuje ból. Również i odwrotnie – zdarzenia umysłowe zdają się wywoływać skutki w świecie fizycznym. Wola wykonania jakiegoś ruchu, w żadnym wypadku nie fizyczna, powoduje rzeczony ruch, skutek jak najbardziej dotyczący świata materialnego.
Okazjonalizm nie odpowiada na pytanie, w jaki sposób omówione oddziaływanie jest możliwe. Zamiast wyjaśniać mechanizm takiego działania, Geulincx i Malebranche zaprzeczyli jego istnieniu. Otóż w ich opinii dwie substancje o tak różnej naturze nie mogą na siebie oddziaływać. Negacja ta rodzi jednak kolejny problem: w końcu człowiekowi zdaje się obserwować wzajemne interakcje cielesnego z mentalnym. Okazjonalizm twierdzi jednak, że to jedynie złudzenie.
Łączność obu substancji zapewniona jest, zdaniem okazjonalistów, dzięki Bogu, który jest pośrednikiem między nimi. Malebranche uważa, że dusza nie poznaje świata samodzielnie. Filozof ten w ogóle odmawia bytom stworzonym działania, uznając, że tylko Bóg działa. Działanie jest dla niego tworzeniem, zaś tylko Bóg stwarza, a cała reszta to substancja stworzona. Wobec tego postrzeganie polega na przedstawianiu duszy idei przez Stwórcę. Człowiek widzi więc wszystko w Bogu. Podobnie to nie człowiek dysponujący swoją wolą poruszenia ręką wykonuje ruch kończyną. To Stwórca wykonuje ruch, nawet wtedy, gdy prowadzi to do czynu sprzecznego z wolą Boga. Nie ma więc żadnych oddziaływań ducha na materię ani odwrotnie. Jednak z okazji przemian substancji cielesnej Bóg wpływa odpowiednio na substancję duchową. Podobnie z okazji zmian substancji mentalnej Bóg dokonuje odpowiednich modyfikacji w materii. Od tej okazji właśnie pogląd ten bierze swą nazwę okazjonalizmu.